# Reinder van der Naalt
Reinder van der Naalt (* 1. Mai 1956 in Sebaldeburen, jetzt Westerkwartier, Provinz Groningen, Niederlande) ist ein niederländischer Schauspieler und Synchronsprecher.

## Leben und Wirken
Reinder van der Naalt absolvierte von 1983 bis 1986 seine Schauspielausbildung in Utrecht. Als Schauspieler wirkte er seit 1986 in einigen Filmen und Fernsehserien mit. Vor allem aber ist er am Theater tätig und trat dort in zahlreichen Theaterstücken, Kabarett-Programmen sowie Musicals auf, zum Beispiel mehrmals beim Amsterdamer Kleinkunst Festival. Zudem wirkte er in mehreren Werbespots mit.

### Synchronsprecher
Er ist seit den 1990er-Jahren umfangreich als Synchronsprecher aktiv. Er lieh dabei Figuren in Zeichentrickfilmen und Animationsfilmen wie Teenage Mutant Ninja Turtles, Cars, Findet Nemo, Thomas, die kleine Lokomotive, Shrek, New Spider-Man, Star Wars Rebels und Homer Simpson in Die Simpsons – Der Film sowie auch Warwick Davis als Professor Flitwick in der Harry-Potter-Filmreihe seine Stimme.

### Kabarett
Zwischen 1990 und 2007 schrieb van der Naalt neun Kabarettstücke, in denen er auch mitwirkte und andere Funktionen ausfüllte.
Es seien genannt:
- Klapperen met je oren (Premiere 28. Februar 1990). Naalt schrieb das Stück für eine Produktion des Amsterdams Kleinkunst Festivals und spielte es bis 1993.[6]
- Volg de pijlen (Premiere 7. Oktober 1993). Unter der Regie von Bert Klunder wirkte van der Naalt als Autor, Produzent, Bühnenbildner, Beleuchter und Darsteller und war ebenfalls für Kostüme, Musik, und musikalische Begleitung verantwortlich. Das Stück lief bis 1995.
- Averij (Premiere 2. Februar 2001). Van der Naalt schrieb und produzierte das Stück. Er agierte bis zum Ende der Saison 2002 unter der Regie von Maks Mulder als Darsteller und musikalische Begleitung.[7]
- Image (Premiere 6. Oktober 2007). Als Autor, Produzent und Darsteller stellte van der Naalt dieses Stück bis 2008 dar.

## Auszeichnungen
- 1990 – Wim Sonneveldprijs des Amsterdams Kleinkunst Festivals, Erster Platz (Jury- und Publikumspreis)[8]